# Fauna cavernicola

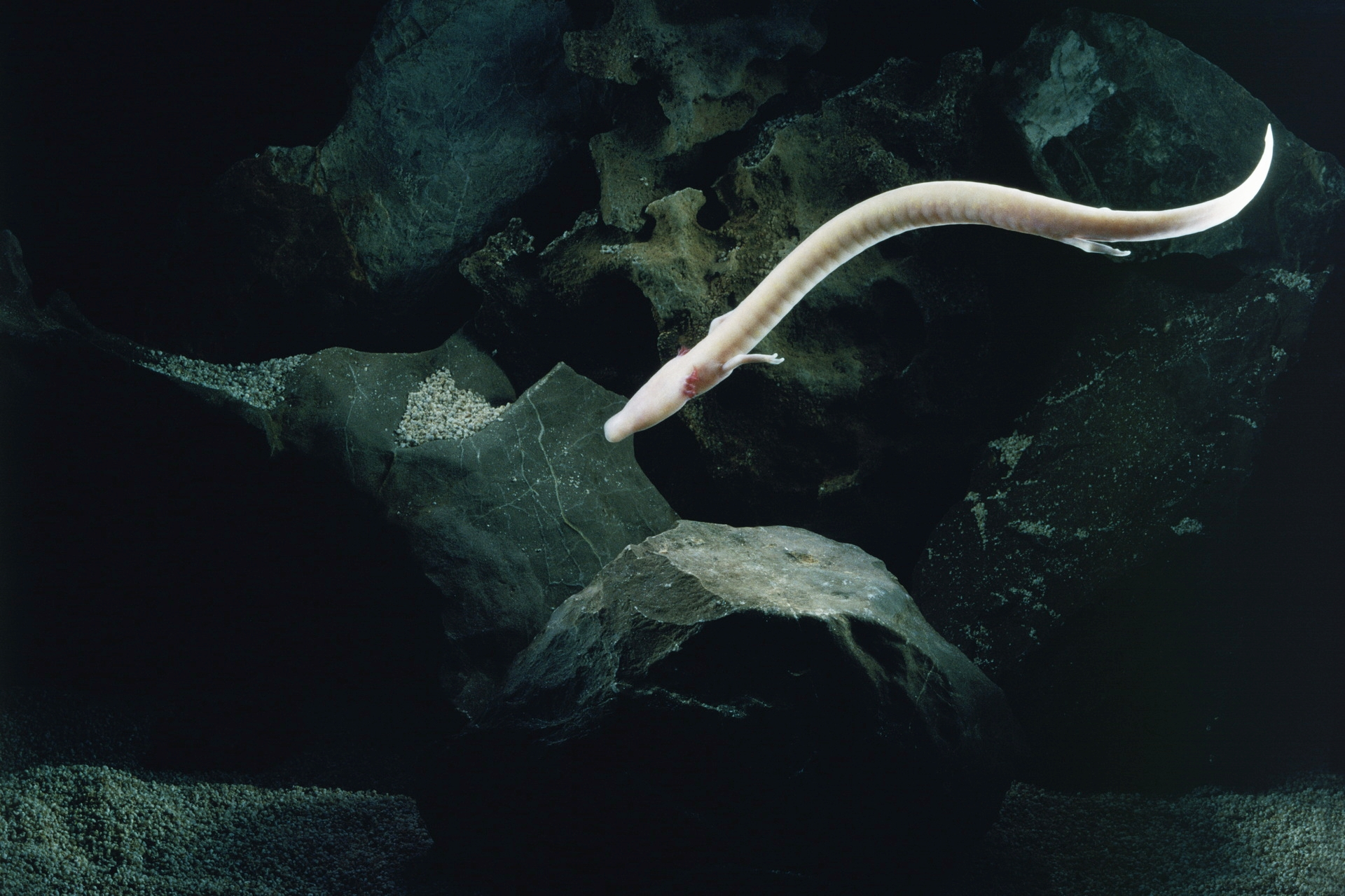
Il proteo (Proteus anguinus), un tipico vertebrato cavernicolo, endemico del Carso e delle Alpi Dinariche.

La fauna cavernicola o fauna ipogea è rappresentata dalle specie animali adattate a vivere in ambiente sotterraneo. In base al tipo di habitat a cui è legata, viene suddivisa in troglofauna o stigofauna: la troglofauna è associata agli ambiente sotterranei terrestri (come grotte e altri spazi ipogei al di sopra del livello freatico), mentre la stigofauna è associata a tutti i tipi di acque sotterranee (falde acquifere, fiumi sotterranei, laghetti e vaschette di stillicidio, gours, ecc.).

## Ambiente
La fauna cavernicola si trova in tutti gli ambienti sotterranei del mondo e include rappresentanti di molti gruppi animali, per la maggior parte artropodi e altri invertebrati, sebbene vi siano anche alcune specie di vertebrati (ad esempio il proteo). A causa delle difficoltà nell'esplorazione degli ambienti ipogei, molte specie cavernicole devono ancora essere scoperte e descritte.
Le peculiarità dell'ambiente cavernicolo lo rendono un ambiente estremo e, di conseguenza, il numero di specie cavernicole è di solito minore rispetto a quelle che vivono in ambiente epigeo. La principale caratteristica dell'ambiente sotterraneo è la mancanza di luce solare. I fattori climatici, come la temperatura e l'umidità relativa dell'aria, sono in generale pressoché costanti: la temperatura corrisponde alla media annua esterna del luogo in cui la grotta si apre, mentre l'umidità relativa dell'aria raramente scende sotto il 90%. Le risorse trofiche sono scarse e localizzate, e provengono per la quasi totalità dall'ambiente esterno (attraverso l'acqua di percolazione, la gravità o il trasporto passivo da parte degli animali). Inoltre, la mancanza di luce solare non permette la crescita di piante e i processi fotosintetici, su cui si basano quasi tutti gli ecosistemi. Importanti fonti di cibo in ambiente ipogeo sono gli animali in via di decomposizione e i depositi di guano di pipistrello, che in alcune grotte danno vita a grandi comunità di invertebrati.

## Classificazione ecologica
Gli animali cavernicoli mostrano diversi gradi di adattamento all'ambiente ipogeo. Secondo una recente classificazione, gli animali che vivono negli ambienti sotterranei terrestri possono essere suddivisi in 3 categorie in base alla loro ecologia:
- troglobi: specie strettamente legate all’habitat cavernicolo;
- troglofili: specie che vivono sia in ambiente ipogeo che epigeo. A loro volta sono suddivisi in subtroglofili (specie inclini a stabilirsi in modo permanente o temporaneo in ambiente ipogeo, ma ancora strettamente associate all’ambiente epigeo per alcune attività) ed eutroglofili (specie epigee in grado di mantenere popolazioni permanenti anche in ambiente ipogeo);
- troglosseni: specie che si ritrovano solo occasionalmente nell’ambiente ipogeo e inadatte a stabilirvi popolazioni[6].

Per la stigofauna vengono utilizzati i termini equivalenti stigobi, stigofili e stigosseni.

## Biologia

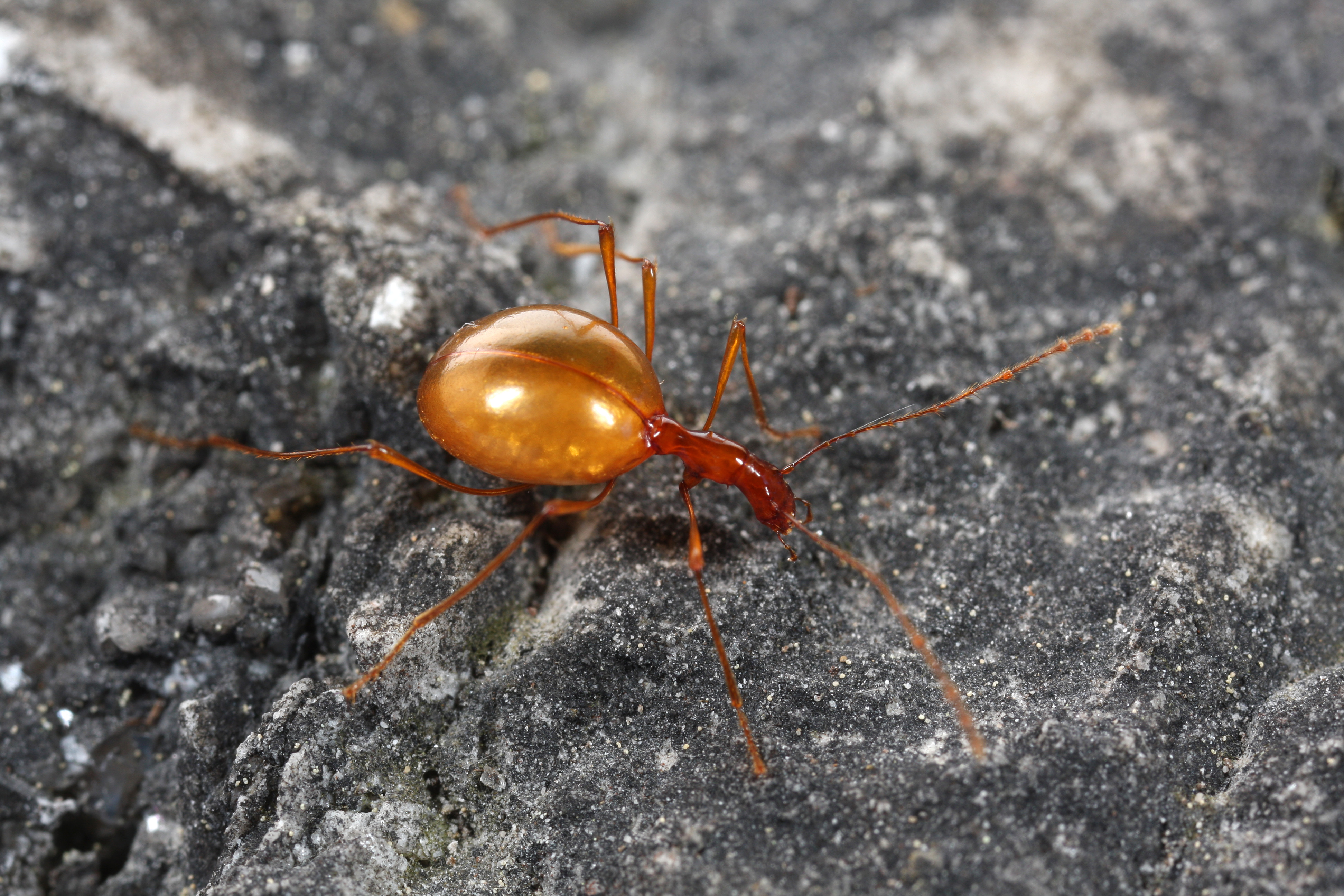
Il coleottero colevide cavernicolo Leptodirus hochenwartii.

Le caratteristiche dell'ambiente ipogeo hanno determinato negli animali cavernicoli una serie di adattamenti evolutivi, sia morfologici che fisiologici. Esempi di adattamenti morfologici sono la depigmentazione (perdita della pigmentazione esterna) e l'estrema riduzione del sistema visivo, fino all'anoftalmia (totale scomparsa degli occhi). Un altro adattamento consiste nello sviluppo e nell'allungamento delle antenne e delle appendici locomotorie, per meglio muoversi e rispondere agli stimoli ambientali. Queste strutture sono inoltre ricche di chemiorecettori, tattocettori e igrorecettori (come l'organo di Hamann nel coleottero colevide Leptodirus hochenwartii).
Gli adattamenti fisiologici comprendono il rallentamento del metabolismo e la riduzione del consumo energetico, a causa delle limitate risorse di nutrimento e della bassa efficienza energetica. Questo può essere realizzato riducendo i movimenti, eliminando le interazioni aggressive, migliorando la capacità di foraggiamento e l'efficienza nell'uso del cibo, e attraverso l'ectotermia. Come conseguenza, gli animali cavernicoli possono resistere per lunghi periodi senza mangiare, vivono più a lungo rispetto alle specie epigee corrispondenti, si riproducono molto tardi e fanno poche grandi uova.